# Fan Si Pan
Fan Si Pan (vietnamsko Phan Xi Păng, ) je gora v Vietnamu. Leta 1909 je bila višina gore 3143 metrov, zdaj pa je višina gore 3147,3 metra. Je najvišja gora na Indokitajskem polotoku (ki obsega Vietnam, Laos in Kambodžo), od tod tudi njen vzdevek »Streha Indokine«. Leži v provinci Lào Cai v severozahodni regiji Vietnama, 9 km jugozahodno od kraja Sa Pa v gorovju Hoang Lien Son. Upravno si ga delita okrožje Tam Đường, Lai Châu in mesto Sa Pa.

## Etimologija
Izvor imena Phan Xi Păng ni jasen. Najbolj sprejeta teorija je, da se je razvilo iz Hủa Xi Pan (»majajoča se velikanska skala«) – ime, ki so ga domačini poimenovali goro glede na njeno obliko. Druga teorija je predlagala, da je ime prišlo od ljudstva Hmong, saj v njihovem jeziku pomeni gora Azalea zaradi razširjenosti azalej in drugih vrst iz rodu Rhododendron na gori.
Predlagano je bilo tudi, da bi ime lahko izhajalo iz Phan Văn Sơna, geografskega uradnika dinastije Nguyễn, ki je leta 1905 pomagal Francozom začrtati območje in določiti mejo s Kitajsko. Zaradi netočne lokalne izgovorjave je ime na splošno razvil v Phan Xi Păng.

## Geografija
Fan Si Pan je najvišja gora v pogorju Hoang Lien Son, ki leži na meji provinc Lào Cai in Lai Châu, njen vrh pa je na strani Lào Cai. Gora je del narodnega parka Hoàng Liên. Ima relativno višino 1613 metrov, kar je na 6. mestu v Vietnamu.

## Geologija
Fan Si Pan je nastal pred približno 250–260 milijoni let, med permskim obdobjem v paleozoiku in triasnim obdobjem v mezozoiku. Himalajska orogeneza od poznega mezozoika je dodatno dvignila Fan Si Pan in pogorje Hoang Lien Son ter ustvarila prelom Rdeče reke na vzhodu.

## Oznaka vrha
Začetno kovinsko piramido so tukaj izdelali in namestili sovjetski inženirji iz Hòa Bìnha leta 1985. Amaterska alpinistična odprava je bila prva po koncu kolonialnega obdobja in je bila uradno časovno omejena na 40. obletnico dneva zmage Sovjetske zveze nad Nacistično Nemčijo.

## Dostop

### Pohodništvo
Na Fan Si Pan se lahko povzpnemo v strmem in dokaj napornem vzponu. Prej je trajalo približno 5–6 dni od Sa Pa, da bi dosegli vrh Fan Si Pan in se vrnili. Zdaj je skupni čas običajno le približno tri dni, celo dva dni ali za strokovnjake in močne, zdrave ljudi je to mogoče storiti v enem dnevu.
Turistična podjetja na tem območju organizirajo pohode na vrh, ki lahko trajajo od enega do treh dni. Večina priporoča izbiro dvo- ali tridnevne možnosti, nekaj vodnikov pa turiste popelje na povratno turo v enem dnevu.
Zelo majhna vasica je na približno 1500 m, kjer je na voljo namestitev in hrana. Še višje, na 2800 m, je kamp za prenočevanje. Večina rezerviranih potovanj vključuje uporabo teh zmogljivosti.

### Vzpenjača
Žičnica na vrh Fan Si Pana je bila slovesno odprta 2. februarja 2016. Kabinska žičnica odpelje s terminala v dolini Muong Hoa blizu Sa Pa in traja 20 minut, da prispe na vrh. Storitev ima dva Guinnessova rekorda za najdaljšo neprekinjeno trivrvno žičnico na svetu, ki obsega 6,3 km in največjo višinsko razliko neprekinjene trivrvne žičnice za 1410 m razlika v nadmorski višini med terminali. Trenutno obstajajo tudi plezalni vlakci, ki plezalcem pomagajo pri prehodu po pohodnih stopnicah.